# Mohammed Hassan
Mohammed Hassan Musa (arab. محمد حسن موسى, ur. 5 lutego 1905 w Port Saidzie, zm. 16 lutego 1973) – egipski piłkarz, reprezentant kraju. Podczas kariery występował na pozycji pomocnika.

## Kariera klubowa
Podczas kariery piłkarskiej Mohammed Hassan występował w klubie El-Masry.

## Kariera reprezentacyjna
Mohammed Hassan występował w reprezentacji Egiptu w latach trzydziestych. Był rezerwowym graczem na igrzyskach olimpijskich w 1928 w Amsterdamie. W 1934 roku uczestniczył w mistrzostwach świata. Na mundialu we Włoszech wystąpił w przegranym 2-4 spotkaniu I rundy z Węgrami.